# Хакер, Артур

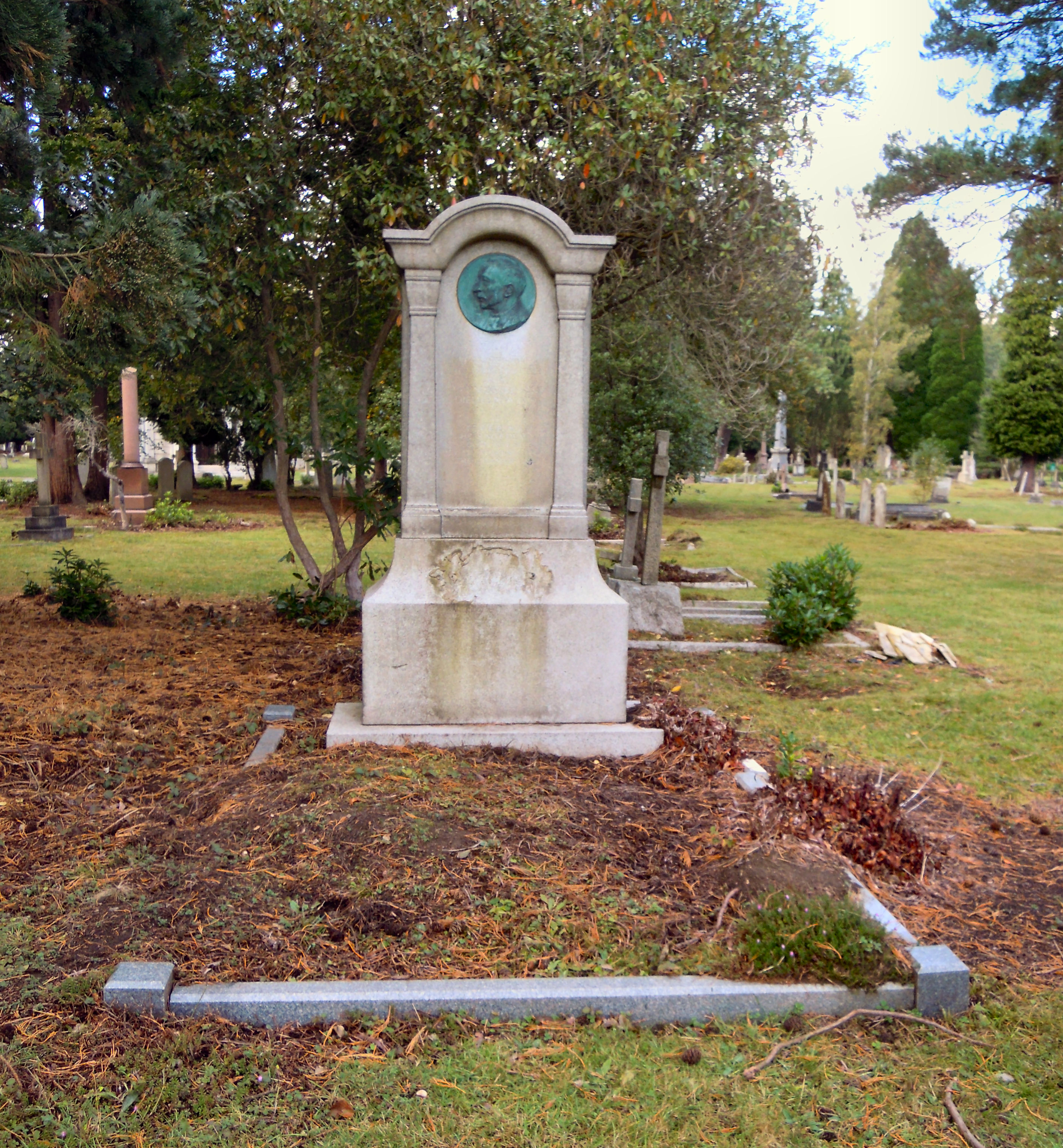
Могила Артура Хакера на Бруквудском кладбище

Артур Хакер (25 сентября 1858 — 12 ноября 1919) — английский художник викторианской эпохи, писавший в стиле неоклассицизма. В своё время был популярен и финансово успешен.

## Биография
Родился в районе Сент-Панкрас, в Лондоне. Его отец, Эдвард Хакер (1812—1905), был книжным графиком и специализировался на штриховой гравюре животных и сцен охоты. Кроме того в течение долгого времени он отвечал за регистрацию рождений и смертей на участке Кентиш Таун регистрационного округа Панкрас в Мидлсексе. Подробностей о семье А. Хакера мало, однако среди его ранних работ встречаются портреты брата и двоюродной сестры.
Семнадцати лет, в 1876 году Артур Хакер поступил в училище Королевской академии художеств, где проучился до 1880 года. При поступлении показал себя хорошим рисовальщиком, выполнив сложное экзаменационное задание с первого раза. В 1878 году он впервые участвовал в ежегодной конкурсной выставке Академии. После Академии Артур Хакер уехал в Париж, где в 1880—1881 годах учился у Леона Бонна́. Затем вместе с Соломоном Дж. Соломоном совершил поездку в Испанию, Гибралтар и Марокко. Позже вместе со своим соотечественником Стэнхоупом Форбсом, с которым обучался у Бонна, Хакер основал Новый английский художественный клуб — группу британских художников, искавших вдохновения во французском искусстве.
В 1894 году Хакер был принят в Королевскую академию художеств в качестве ассоциированного члена и инструктора, а в 1910 стал полным академиком. Он был популярен, рисовал и выставлялся. На Всемирной выставке 1900 года он завоевал серебряную медаль.
В 1902 году Хакер построил загородный дом, который сам же и расписал. Автором проекта был выбран начинающий шотландский архитектор Максвелл Айртон. В том же году Артур Хакер написал портрет жены Айртона.
В 1907 году в возрасте 49 лет Артур Хакер женился на своей бывшей студентке Лилиан Прайс Эдвардс (1879—1948), которая была младше его более чем на 20 лет. Она была дочерью Эдварда и Мэри Эдвардс и происходила из лондонского района Саттон. Не смотря на то, что в браке отношения между супругами не сложились, Артур помогал Лилиан в работе. Она стала плодовитым детским писателем и иллюстратором, часто выставлялась на ежегодных конкурсах Королевской академии художеств, но в конце концов оставила искусство ради движения Христианская наука. Детей у супругов не было.
Хакер скоропостижно скончался на пороге собственного дома от сердечного приступа. За некоторое время до смерти у него диагностировали сердечное заболевание и бронхит. Похоронен на Бруквудском кладбище.
Надпись на могильной плите:

Светлой памяти
Артура Хакера
К. А.
родился 25 сентября 1858
умер 12 ноября 1919

Не умер он; он только превозмог
Сон жизни
Оригинальный текст (англ.)In
loving memory of
Arthur Hacker
R.A.
born 25 sep 1858
died 12 nov 1919

Peace, peace!
He is not dead,
He doth not sleep
He hath awakened from
The dream of life

## Творчество
Родился в семье художника и учился рисовать под руководством отца. К 17 годам он уже имел хорошую практику и сумел показать её на вступительных экзаменах в училище Королевской академии художеств. Абитуриентам необходимо было применять специальные приёмы рисования (штриховки), научиться которым можно было только в процессе длительной тренировки. Хакер сумел выполнить задание с первого раза. Однако в дальнейшем, в течение жизни, он практически не занимался книжной графикой, посвятив всю свою жизнь живописи.
Первая работа Хакера, о которой известно, это «The sage» (рус. Мудрец). Она была представлена художником на ежегодной выставке Королевской академии в 1878 году и предварялась эпиграфом из «Гудибраса» Сэмюэля Батлера: «He knew what’s what, and that’s as high As metaphysic wit can fly».
В 1880 году Хакер уехал в Париж к Л. Бонна. Французская школа оказала решающее влияние на творчество художника. До конца жизни он считался представителем французской манеры письма в Великобритании, которую критики описывали обычно как «небрежную». После окончания стажировки у Бонна Хакер писал сюжетные картины и портреты. Примером могут служить Relics of the Brave, 1883 (рус. Реликвии храбреца), а также портреты брата и двоюродной сестры.

## Галерея

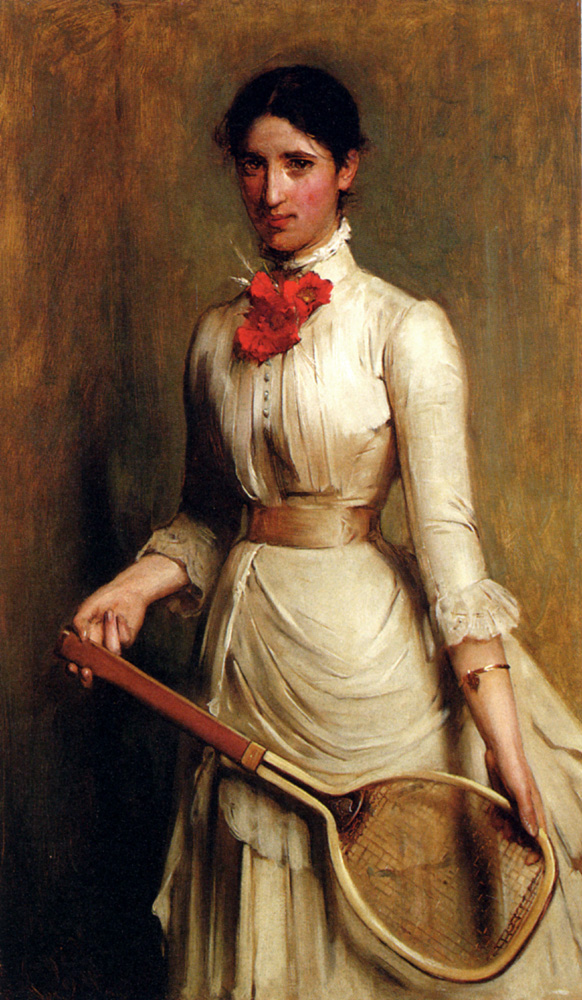
Портрет двоюродной сестры (1882)
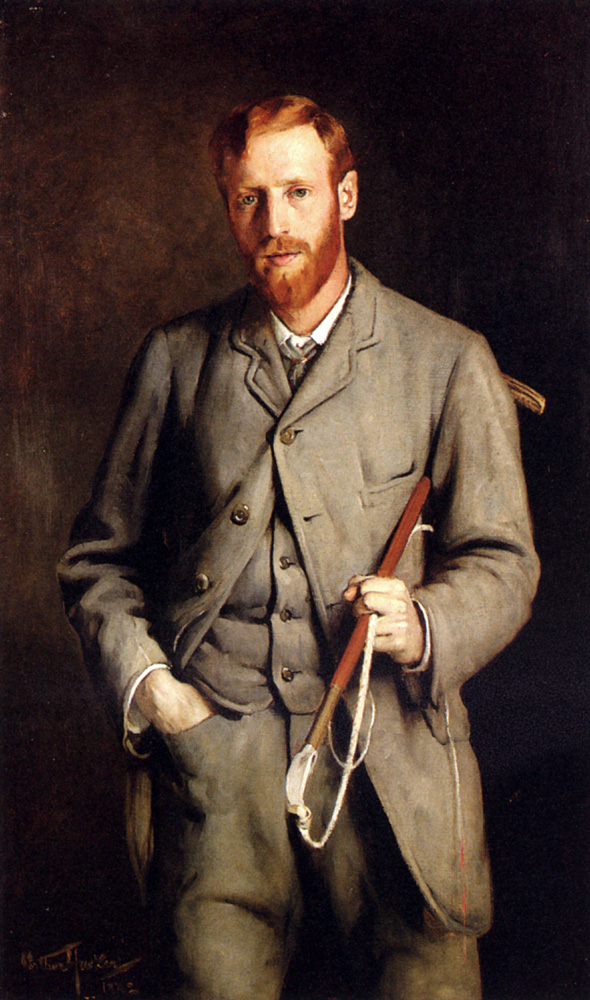
Портрет брата (1882)
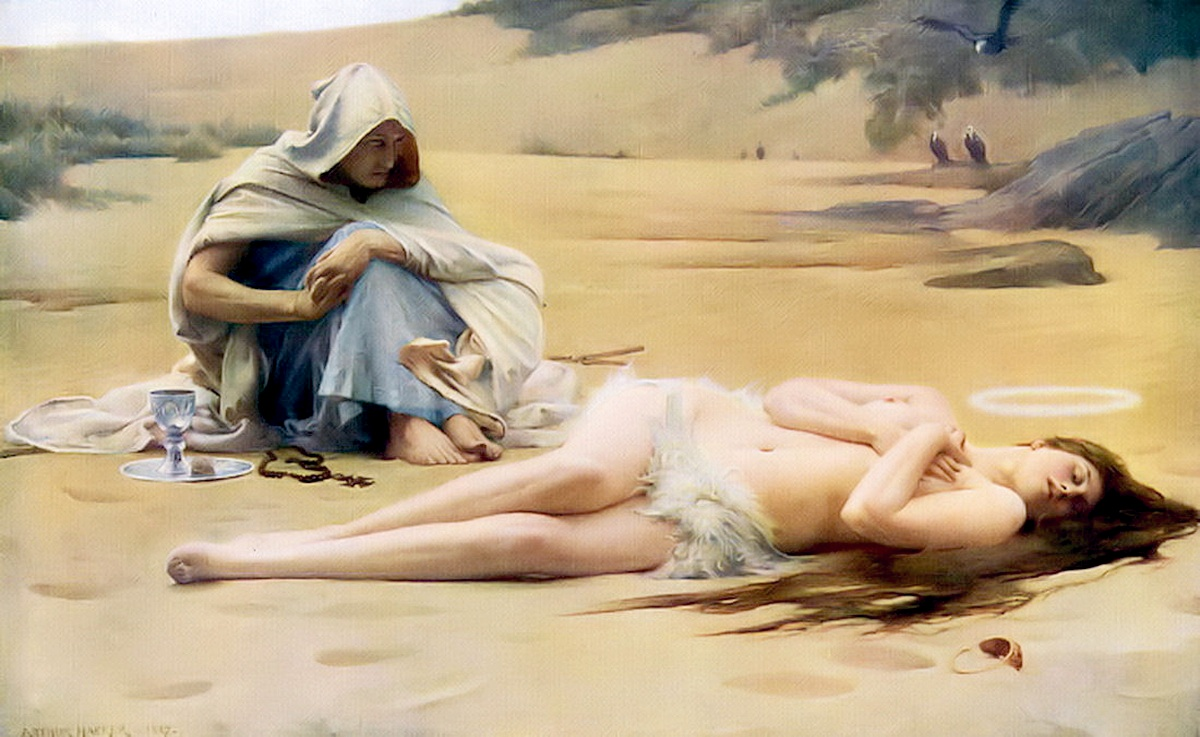
Пелагея и Филимон (1887)
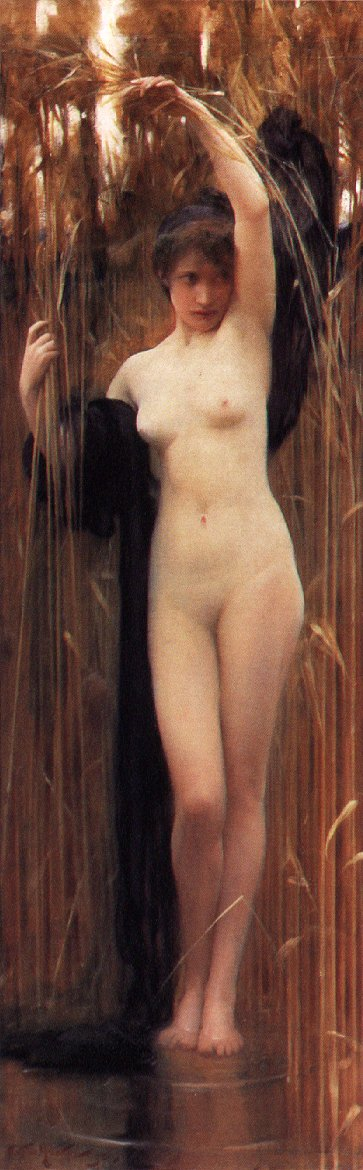
Сиринга (1892)
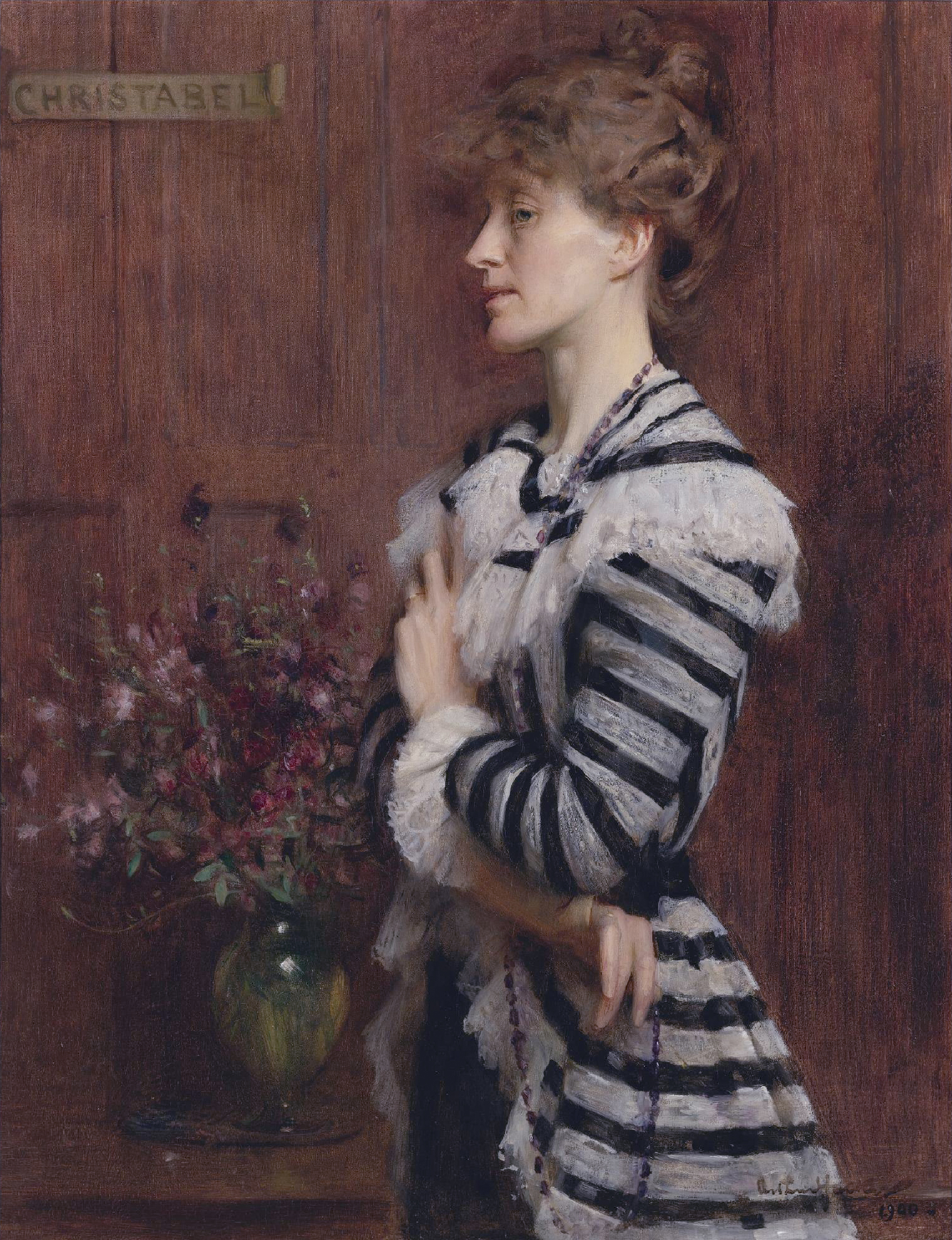
Кристабель Кокерелл, Леди Фрамптон (1900)
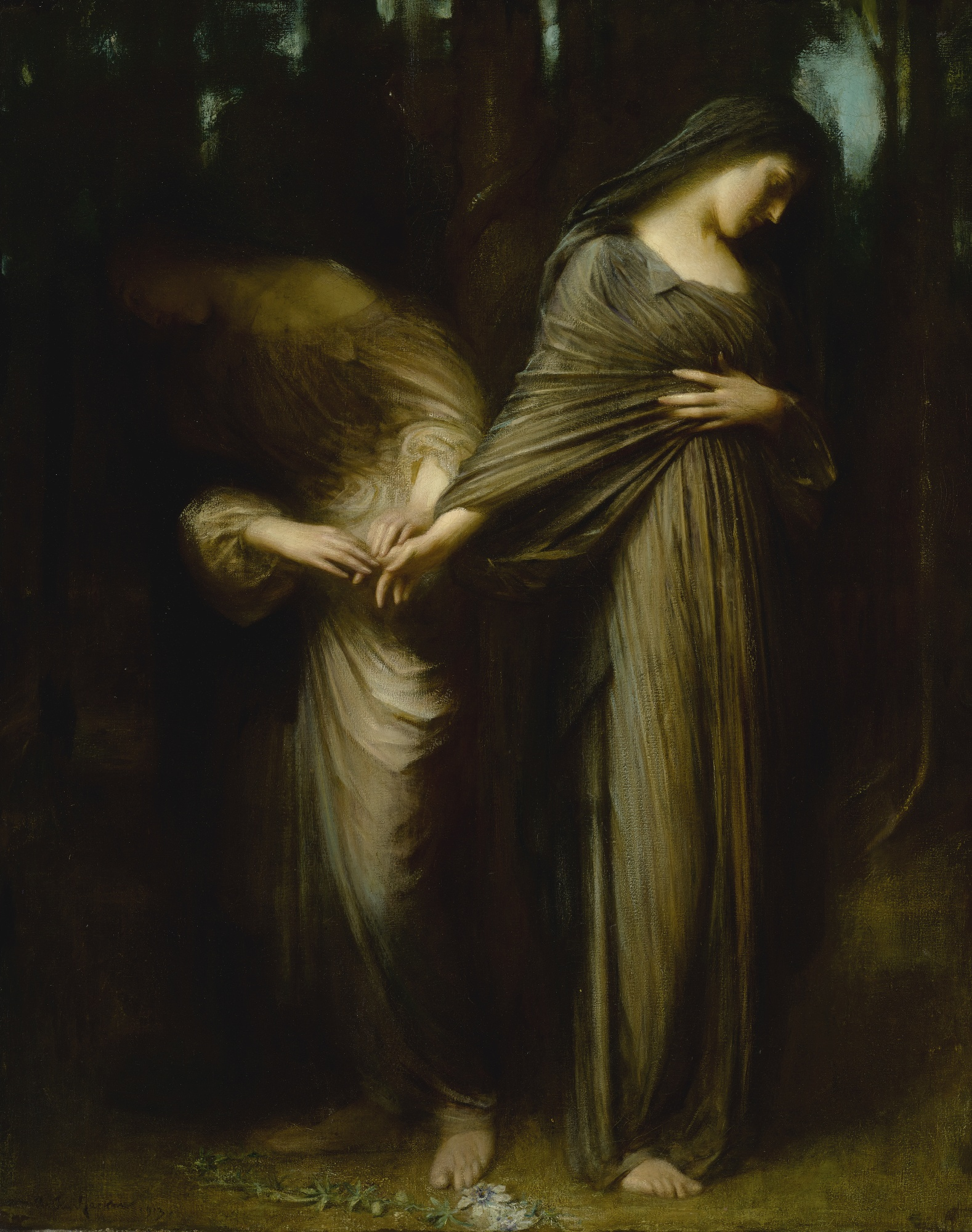
Vale (лат. Прощай) (1913)

### Комментарии
1. ↑  В печатном каталоге выставки указан адрес художника: Рочестер-роуд, 9[4].
2. ↑  Одиннадцатью годами ранее — в 1889 году — он удостоился бронзовой медали Всемирной выставки[9].
3. ↑  «Не умер он…» — первые строки 39 стиха поэмы Перси Биши Шелли «Адонаис» в переводе К. Бальмонта. Английский оригинал есть на Викитеке.